# Princeton University Press
Princeton University Press je nezavisni izdavač koji je blisko povezan sa Prinstonskim univerzitetom. Njegova misija je da širi učenost unutar akademske zajednice i društva u celini.
Preduzeće je osnovala Vitni Derou, uz finansijsku podršku Čarlsa Škribnera, kao štampariju koja je služila zajednici Prinston 1905. godine. Njegova prepoznatljiva zgrada izgrađena je 1911. godine u ulici Vilijam u Prinstonu. Njegova prva knjiga bilo je novo izdanje Džona Viterspuna Predavanja moralnoj filozofiji iz 1912. godine.

## Istorija
Princeton University Press je osnovala 1905. godine Vitni Darou nakon što je diplomirala na Prinstonu, uz finansijsku podršku jednog drugog Prinstonca, Čarlsa Škribnera II. Darou i Škribner su kupili opremu i preuzeli poslove dva već postojeća lokalna izdavača, Princeton Alumni Weekly i Princeton Press. Nova izdavačka kuća je štampala lokalne novine, univerzitetske dokumente, The Daily Princetonian, a kasnije je svojim aktivnostima dodala i izdavanje knjiga. Počevši kao mala, komersijalna štamparija, Princeton University Press je reinkorporirana kao neprofitna organizacija 1910. godine. Od 1911. godine, sedište preduzeća je u namenski izgrađenoj zgradi u gotičkom stilu koju je dizajnirao Ernest Flag. Dizajn zgrade preduzeća, koja je 1965. dobila naziv Šribnerova zgrada, inspirisan je Plantin-Moretusovim muzejom, muzejom izdavaštva u Antverpenu, Belgija. Princeton University Press je 1999. godine osnovao evropsku kancelariju u Vudstoku, Engleska, severno od Oksforda, i otvorio dodatnu kancelariju u Pekingu početkom 2017.

## Pulicerova i druge velike nagrade
Šest knjiga u izdanju Princeton University Press je dobilo Pulicarove nagrade:
- Rusija napušta rat, Džordž F. Kenan (1957)[7]
- Banke i politika u Americi od revolucije do građanskog rata, Brey Hamond (1958)[8]
- Između rata i mira, Herbert Feis (1961)[9]
- Vašington: Selo i prestonica, Konstans Grin (1963)[10]
- Grinbek era, Ervin Anger (1965)[11]
- Makijaveli u paklu, Sebastijan de Grazija (1989)[12]

## Druge serije

### Humanističke nauke
- Prinstonske studije moderne grčke[13]

## Izabrani naslovi
- Islamic Revival in British India: Deoband, 1860-1900 by Barbara D. Metcalf (1982)
- The Ulama in Contemporary Islam: Custodians of Change by The Ulama in Contemporary Islam: Custodians of Change (2002)
- The Whites of Their Eyes: The Tea Party's Revolution and the Battle over American History, by Jill Lepore (2010)
- The Meaning of Relativity by Albert Einstein (1922)
- Atomic Energy for Military Purposes by Henry DeWolf Smyth (1945)
- How to Solve It by George Polya (1945)
- The Open Society and Its Enemies by Karl Popper (1945)
- The Hero With a Thousand Faces by Joseph Campbell (1949)
- The Wilhelm/Baynes translation of the I Ching, Bollingen Series XIX. First copyright 1950, 27th printing 1997.
- Anatomy of Criticism by Northrop Frye (1957)
- Philosophy and the Mirror of Nature by Richard Rorty (1979)
- QED: The Strange Theory of Light and Matter by Richard Feynman (1985)
- The Great Contraction 1929–1933 by Milton Friedman and Anna Jacobson Schwartz (1963) with a new Introduction by Peter L. Bernstein (2008)
- Military Power: Explaining Victory and Defeat in Modern Battle by Stephen Biddle (2004)

## Literatura
- Banks, Eric (1. 4. 2005). „Book of Lists: Princeton University Press at 100”. Artforum International.
- A Century in Books: Princeton University Press, 1905–2005. Princeton University Press. 2005. ISBN 978-0-691-12292-2.
- Cooper, John Milton (2011). Woodrow Wilson: A Biography. Random House. стр. 736. ISBN 978-0-307-27790-9. Приступљено 28. 7. 2012.

## Spoljašnje veze
- Zvanični veb-sajt
- Princeton University Press: Albert Einstein Web Page
- Princeton University Press: Bollingen Series
- Princeton University Press: Annals of Mathematics Studies
- Princeton University Press Centenary Архивирано на веб-сајту  (15. јул 2019)
- Princeton University Press: New in Print